# Lisa Vidal
Lisa Vidal, née le 13 juin 1965 à Whitestone, Queens,  quartier de New York, est une actrice américaine.
Elle est principalement connue à la télévision, notamment pour avoir joué des rôles réguliers dans des séries télévisées comme Haute Tension (1996-1997), New York 911 (1999-2001), Urgences (2001-2004), Division d'élite (2001-2004), The Event (2010-2011), Being Mary Jane (2013-2019) et Rosewood (2015-2017).

## Biographie

### Jeunesse et formation
Fille de Josie, secrétaire et de Manny Vidal, conseiller fiscal et homme d'affaires, elle a deux sœurs, Christina et Tanya ainsi qu'un frère, Christian.
En 1980, elle est diplômée de la haute école des arts de la scène à New York. Elle commence sa carrière sur les planches en intégrant La Familia Theater Company aux côtés de Raúl Juliá et Julia Roberts. 
Elle a 14 ans lorsqu'elle décroche son premier rôle à la télévision pour le pilote de la série télévisée Oye Willie mais qui n'est finalement pas diffusé. 
Elle obtient un major en communication et psychologie. 

### Carrière
Elle débute au cinéma, en 1985, en jouant dans une comédie passée inaperçue, Delivery Boys avec Mario Van Peebles. Dans le même temps, elle commence à apparaître, de manière régulière, à la télévision dans des séries comme Cosby Show, Deux flics à Miami et ABC Afterschool Special. 
En 1992, elle joue un rôle secondaire dans La Loi de la nuit, un drame d'Irwin Winkler, aux côtés de Robert De Niro et Jessica Lange. Il s'agit d'un remake du film Les Forbans de la nuit (1950). 
Son premier rôle récurrent est pour la série policière New York Undercover dans laquelle elle interprète la sœur de l'un des protagonistes principaux, entre 1994 et 1995. 
En 1996, son rôle dans la série Haute Tension lui vaut de recevoir une lettre de fan par Steven Spielberg en personne qu'elle fait par la suite encadrer chez elle. L'année suivante, elle joue dans le téléfilm Le Troisième Jumeau de Tom McLoughlin, adapté du roman à suspense de Ken Follett à propos du génie génétique.  
En 1998, elle poursuit avec l'unitaire en étant à l'affiche du thriller Le Métro de l'angoisse de Félix Enríquez Alcalá avec Edward James Olmos, Vincent D'Onofrio et Donnie Wahlberg.  
En 1999, elle est engagée dans la série dramatique New York 911 où elle incarne le rôle de Sara Morales, un médecin urgentiste, fiancée au secouriste Doc Parker incarné par Michael Beach. Elle apparaît dans une vingtaine d'épisodes, entre la saison 1 et la saison 2.  
Entre-temps, elle apparaît dans quelques épisodes de la série The Brian Benben Show.  
Entre 2001 et 2004, elle joue des rôles récurrents dans deux séries exposées : la série policière Division d'élite et la série dramatique Urgences. Le rythme de travail effréné l'oblige à tourner ses scènes pour la série d'action, la journée, et pour la série médicale, de nuit. Son rôle dans Division lui vaut sa première proposition pour un Imagen Awards.  
En 2004, elle est le premier rôle féminin du téléfilm d'Eric Laneuville, La Star et l'Enfant avec George Lopez et James Nichol Kirk.  
En 2005, son interprétation dans le téléfilm dramatique En détresse avec Alexa Vega lui vaut l'Imagen Awards 2006 de la meilleure actrice de télévision. Il s'agit d'une cérémonie de remises de prix qui encourage et reconnaît les représentations positives de Latinos dans l'industrie du divertissement. La même année, elle apparaît dans un épisode de la première saison de la série criminelle à succès Esprits criminels[réf. nécessaire]. 
En 2007, sa performance dans le film d'horreur Dark Mirror est saluée par le célèbre magazine américain Variety. 
Entre 2010 et 2011, elle est membre de la distribution principale de la série de science-fiction du réseau NBC, The Event, arrêtée au bout d'une seule saison. Avant cela, elle apparaît dans une poignée d'épisodes de Southland. 
Elle participe à la production d'un court métrage de l'acteur Yancey Arias avec Clayne Crawford et Matt Cedeño, puis, elle joue dans un épisode de la saison 1 d'American Horror Story ainsi que dans deux épisodes de la saison 2 de Grimm[réf. nécessaire]. 
En 2013, elle décroche l'un des rôles principaux de Being Mary Jane portée par Gabrielle Union. Il s'agit d'une série télévisée qui suit la vie et les petits tracas d'une journaliste télé afro-américaine à Atlanta, approchant la quarantaine et désespérément célibataire. La série est un succès d'audiences pour le réseau BET.  
En 2015, elle joue dans le film biographique indépendant Victor qui raconte la véritable histoire de Victor Torres. En 2016, Lisa Vidal remporte son second Imagen Awards, cette fois-ci, dans la catégorie meilleure actrice de télévision dans un second rôle. Parallèlement, elle décroche un rôle récurrent dans la série Rosewood.    
Le 11 octobre 2017, la production de Mary Jane a opté de clore la série avec un téléfilm de deux heures. La production a débuté en février 2018. Le 7 décembre 2018, BET a annoncé que la date de la fin du film avait été repoussée le 16 avril 2019. Le 1er avril 2019, il a été annoncé que la date du film final avait été repoussée une semaine plus tard au 23 avril 2019. 
En 2019, libérée de Being Mary Jane et après le rejet d'History of Them, une série non retenue par The CW Television Network, elle rejoint le pilote de Baker and the Beauty, une série télévisée développée par le réseau ABC dans laquelle elle donne la réplique à Nathalie Kelley et Victor Rasuk. La série raconte la rencontre entre une star internationale et un boulanger de classe moyenne, fils d'immigrés cubains.

### Vie privée
En couple avec Jay Cohen, le couple s'est marié en 1990. Ils ont trois enfants : Deux garçons, Scott Jarred Cohen (né en 1992) et Max (né en 1998), et une fille, Olivia (née en 2003),. 
C'est une amie proche de l'actrice Rosa Blasi. 
Elle a eu son propre magasin de vêtements pour enfants, appelé Oodles, implanté en Californie. 
En 2016, elle annonce être atteinte d'un cancer du sein (carcinome canalaire). Grâce à la détection précoce, un traitement adapté ainsi qu'une reconstruction mammaire, elle est guérie. Depuis, l'actrice sensibilise l'opinion sur l'importance de la mammographie et de l'échographie.  

## Filmographie

### Cinéma

#### Courts métrages
- 2009 : Signal Lost de Steve Richard Harris et Kenny Johnston : Reporter TV
- 2010 : Baby de Yancey Arias : Dominique (également co-productrice)
- 2011 : A Day Without Rain de Erwin Raphael McManus : Ana Lanza
- 2017 : Lady Bouncer de Pete Chatmon : Capitaine Woodward

#### Longs métrages
- 1985 : Delivery Boys de Ken Handler : Tina
- 1989 : Nightmare Beach de James Justice et Umberto Lenzi : une fille à la piscine
- 1992 : La Loi de la nuit d'Irwin Winkler : Carmen
- 1994 : I Like it Like That de Darnell Martin : Magdalena Soto
- 1995 : Maudite Aphrodite de Woody Allen : Chorus (voix)
- 1997 : Fall de Eric Schaeffer : Sally
- 1997 : Destination Unknow de Nestor Miranda : Marisol
- 1998 : The Wonderful Ice Cream Suit de Stuart Gordon : Ramona
- 1999 : Active Stealth de Fred Olen Ray : Maria (vidéofilm)
- 2001 : The Blue Dinner de Jan Egleson : Elena
- 2003 : Chasing Papi de Linda Mendoza : Carmen
- 2007 : Dark Mirror de Pablo Proenza : Deborah Martin
- 2009 : Star Trek de J. J. Abrams : Officier de caserne
- 2015 : Victor de Brandon Dickerson : Lila
- 2023 : Braquage de maître de Anthony Nardolillo : Annabel

### Télévision

#### Séries télévisées
- 1986 : Cosby Show : Mme Miron (saison 3, épisode 17)
- 1987 : Deux flics à Miami : Angel Montepina (saison 4,épisode 20)
- 1987 : ABC Afterschool Special : Gloria Rodriguez (saison 15, épisode 7)
- 1991 : ABC Afterschool Special : Lisa Diaz (saison 20, épisode 1)
- 1992 : New York, police judiciaire : Lena Armendariz (saison 3, épisode 5)
- 1995 : L'As de la crime : Connie Muldoon (2 épisodes)
- 1994 - 1995 : New York Undercover : Carmen (6 épisodes)
- 1996 - 1997 : Haute Tension : Jessica Heldago (saison 2, 22 épisodes)
- 1998 - 2000 : The Brian Benben Show : Julie (saison 1, 7 épisodes)
- 1999 - 2001 : New York 911 : Dr Sara Morales (19 épisodes)
- 2001 - 2004 : Urgences : Sandy Lopez (12 épisodes)
- 2001 - 2004 : Division d'élite : Inspecteur Magdalena "Magda" Ramirez (88 épisodes)
- 2006 : Boston Justice : Irma Levine (saison 2, épisodes 13 et 14)
- 2006 : Esprits criminels : Gina sanchez (saison 1, épisode 21)
- 2006 - 2007 : Dossier Smith (Smith) : FBI Agent Valez (4 épisodes)
- 2007 : Numb3rs : Jennifer Mallory, agent de l'ATF (saison 3, épisode 20)
- 2009 : FBI : portés disparus : Det. Bianca Gonzalez (saison 7, épisode 13)
- 2009 : Les Experts : Miami: Patricia Busick (saison 7, épisode 14)
- 2009 - 2010 : Southland : Mia Sanchez (3 épisodes)
- 2010 - 2011 : The Event : Christina Martinez (14 épisodes)
- 2011 : American Horror Story : Stacy (saison 1, épisode 12)
- 2012 - 2013 : Grimm : Lauren Castro (saison 2, épisodes 11 et 17)
- 2013 - 2019 : Being Mary Jane : Kara Lynch (51 épisodes)
- 2014: Shameless : Maria Vidal (saison 4, épisode 7)
- 2015 - 2017 : Rosewood : Daisie Villa (11 épisodes)
- 2018 : History of Them : Tatiana 'Tati' Reyes (pilote non retenu par The CW Television Network)
- prochainement : Baker and the Beauty : Mari Garcia

#### Téléfilms
- 1986 : Christmas Eve de Stuart Cooper : Maria
- 1997 : Le Troisième Jumeau (The third twin) de Tom McLoughlin: Lisa
- 1998 : Le Métro de l'angoisse de Félix Enríquez Alcalá : Babs Cardoza
- 1998 : Naked City: Justice with a Bullet de Jeff Freilich : Lori Halloran
- 1998 : Naked City: A Killer Christmas de Peter Bogdanovich : Lori Halloran
- 1999 : Un instant de panique (Hit and Run) de Dan Lerner : Détective Rico
- 2004 : La Star et l'Enfant (Naughty or Nice) d'Eric Laneuville : Diana Ramiro
- 2005 : En détresse (Odd Girl Out) de Tom McLoughlin : Barbara, la mère de Vanessa
- 2019 : El Asesino de Guy Norman Bee : Connie

## Distinctions
Sauf indication contraire ou complémentaire, les informations mentionnées dans cette section proviennent de la base de données IMDb.

### Récompenses
- Imagen Awards 2006 : meilleure actrice de télévision pour En détresse
- Imagen Awards 2016 : meilleure actrice dans un second rôle dans une série télévisée pour Being Mary Jane

### Nominations
- Bravo Awards 1996 : meilleure actrice dans une série télévisée dramatique pour High Incident
- ALMA Awards 1998 : meilleure actrice dans une mini-série où un téléfilm pour Le Troisième Jumeau
- ALMA Awards 1999 : meilleure actrice dans une mini-série où un téléfilm pour Le métro de l'angoisse
- ALMA Awards 2002 : meilleure actrice dans une série télévisée pour Division d'élite
- Imagen Awards 2004 : meilleure actrice dans une série télévisée dramatique pour Division d'élite
- Imagen Awards 2010 : meilleure actrice pour Dark Mirror
- Imagen Awards 2011 : meilleure actrice dans une série télévisée pour The Event
- Imagen Awards 2017 : meilleure actrice dans un second rôle dans une série télévisée pour Being Mary Jane